# Генрік Местад
Генрік Местад (народився 22 червня 1964) — норвезький актор.

## Життєпис
Народився в Осло у сім'ї політичного діяча Вікінга Местада.
Навчався у Норвезькій театральній академії, з 1991 року працює у Норвезькому Національному театрі. У 2011 році отримав премію Гедди.
Як драматург написав «Lik meg når jeg er teit» (1993) та «Nansens sønn» (2002), грав у Норвезькому національному театрі та був задіяний у головних ролях обох п'єс. У кіно знімався у фільмах «Svarte pantere» (1992), «Vestavind» (телесеріал, 1994-95), «Sons» (2006), «The Art of Negative Thinking», «Tatt av kvinnen» (2007). У ролі Єспера Берга зіграв у телесеріалі «Окуповані» (2015).

## Фільмографія

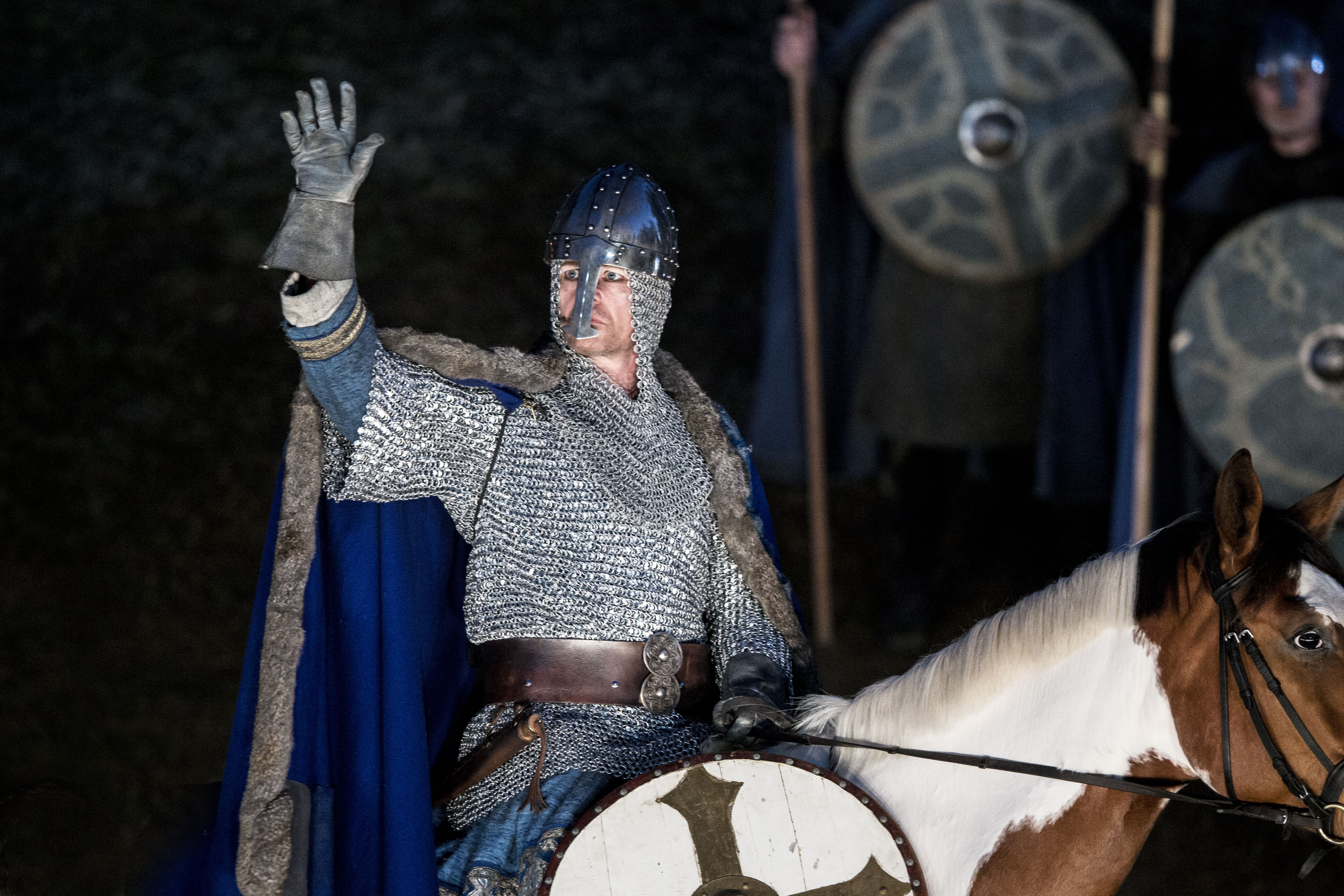
Генрік Местад у ролі короля Олафа II Святого у «Драмі Святого Олафа» (Стіклестад, 2013)

- 1983 — Åpen framtid (to mindre biroller)
- 1986 — Adjø solidaritet (nynazist)
- 1992 — Lakki (en farlig mann)
- 1992 — Svarte pantere (Marius)
- 2000 — Ballen i øyet (trener)
- 2000 — De 7 dødssyndene
- 2001 — Det største i verden (Aslak Grinde)
- 2003 — United (ukrainsk trener for FK Haugesund)
- 2005 — Valo
- 2006 — Reprise (Jan Eivind)
- 2006 — Sønner (pedofile Hans)
- 2006 — Kunsten å tenke negativt (Gard)
- 2007 — Під владою жінки / Tatt av kvinnen — Тур
- 2007 — Radiopiratene (Konrad)
- 2008 — Ulvenatten (nyhetssjefen)
- 2008 — Varg Veum – Din til døden (Andreassen)
- 2009 — ORPS – The Movie (Morris)
- 2010 — En ganske snill mann (Kenny)
- 2011 — Arme Riddere (Kriposetterforsker Solør)
- 2014 — Børning (Politisjef Phillip Mørk)
- 2015 — Окуповані (телесеріал) (міністр Єспер Берг)
- 2016 — Børning 2 (Politimann Philip Mørk)
- 2016 — Мешканці півночі (серіал) / Vikingane — Олав, вождь села